# Doribaba
Doribaba är en ort i Bosnien och Hercegovina.   Den ligger i entiteten Federationen Bosnien och Hercegovina, i den centrala delen av landet, 100 km nordväst om huvudstaden Sarajevo. Doribaba ligger 704 meter över havet och antalet invånare är 609.
Terrängen runt Doribaba är lite bergig.  Närmaste större samhälle är Divičani, 2,5 km väster om Doribaba. 
I omgivningarna runt Doribaba växer i huvudsak blandskog. Runt Doribaba är det ganska tätbefolkat, med 93 invånare per kvadratkilometer.